# Bras-Panon
Bras-Panon – miasto na Reunionie (departament zamorski Francji). Według danych INSEE w 2019 roku liczyło 13 260 mieszkańców.